# Иракский национальный симфонический оркестр

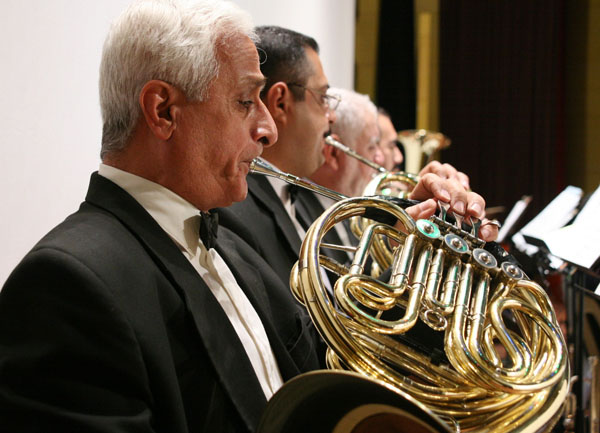
Иракский национальный симфонический оркестр на концерте в июле 2007 года.

Иракский национальный симфонический оркестр (INSO) (араб. فرقة الأوركسترا السمفونية القومية العراقية‎) — государственный оркестр Ирака. Играет в основном классическую европейскую музыку и собственные композиции на основе арабской традиционной музыки. Размещается в Багдаде.

## История
Иракский национальный симфонический оркестр был основан и стал получать выплаты от иракского правительства в 1959 году. Однако до этого в начале 1940-х гг. в Ираке состоялись несколько симфонических концертов: в 1941 году один из них провёл ассирийский композитор и педагог Ханна Петрос, затем в 1944—1945 гг. ряд концертов провёл капитан Альберт Чаффо, военный дирижёр британских колониальных войск, во второй половине 1940-х гг. камерными концертами руководил Вальтер Йенке. 50-летие Иракского национального оркестра отмечалось в 1991 году. В 1963 году руководителем оркестра стал немецкий дирижёр Ханс Гюнтер Моммер, осуществивший для него ряд аранжировок традиционной иракской музыки (мугамов). В 1966 году оркестр был закрыт, некоторое время функционировал тайно и на рубеже 1960—1970-х гг. был восстановлен при деятельном участии видного государственного деятеля и поэта Шафика аль-Камали, в 1971 г. его вновь возглавил Моммер. В 1976 году оркестр гастролировал в СССР, в последующие годы выступал во Франции, Испании, Ливане и других странах. В него вступали многие иностранные музыканты.
С окончательным установлением диктатуры Саддама Хусейна многие члены оркестра бежали из Ирака и ездили по разным странам в поисках нового места работы. В 2003 году, во время Багдадской битвы здание оркестра было сожжено. Несмотря на это, INSO остался в стране, гастролировал в северном Ираке, набирая новых музыкантов в свой состав. В декабре того же года он выступал в Центре Кеннеди в Вашингтоне, в присутствии президента Джорджа Буша, и имел успех. В настоящее время оркестр возглавляет Карим Васфи.

## Состав
Состав Иракского национального симфонического окестра очень разнообразен. Там выступают мусульмане-шииты, сунниты, курды, армяне, ассирийцы, туркмены. В него входят шесть женщин, в том числе одна американка.